# Lucretia (Vorname)
Lucretia ist ein weiblicher Vorname.

## Herkunft und Bedeutung
Der im antiken Rom und in der römischen Mythologie verwendete Vorname ist die weibliche Form von Lucretius, der möglicherweise dem lateinischen lucrum (Profit, Reichtum) entstammt. 
In der römischen Legende war Lucretia eine treue Ehefrau, die vom Sohn des Königs von Rom vergewaltigt wurde. Dies verursachte einen großen Aufruhr unter den römischen Bürgern, und die Monarchie wurde gestürzt. 
Im Französischen lautet der Name Lucrèce. Die italienische Schreibweise ist Lucrezia.

## Bekannte Namensträgerinnen
Lucretia:
- Lucretia Garfield (1832–1918), Ehefrau des US-Präsidenten James A. Garfield und First Lady der Vereinigten Staaten
- Lucretia Longshore Blankenburg (1845–1937), amerikanische Frauenrechtlerin und Sozialreformerin
- Lucretia Marchbanks (1832–1911), US-amerikanische Sklavin, Köchin und Hotelbetreiberin
- Lucretia Marinella (1571–1653), italienische Schriftstellerin der Renaissance
- Lucretia Mott (1793–1880), US-amerikanische Abolitionistin und Frauenrechtlerin
- Lucretia St. Clair Joof (1913–1982), Politikerin im westafrikanischen Staat Gambia

Zwischenname:
- Caroline Lucretia Herschel (1750–1848), deutsche Astronomin

Lucrezia / Lukrezia:
- Lucrezia Agujari (1743–1783), italienische Opernsängerin der Stimmlage Sopran
- Lucrezia d’Alagno (* um 1430; † 1479), italienische Adlige, Mätresse von König Alfons V. von Aragón
- Lucrezia Bendidio (* 1547; † nach 1584), Hofdame am Hof von Ferrara
- Lucrezia Borgia (1480–1519), italienisch-spanische Renaissancefürstin und uneheliche Tochter Papst Alexanders VI.
- Lucrezia Bori (1887–1960), spanische Opernsängerin (Sopran)
- Lucrezia Donati (1447–1501), italienische Adlige und platonische Liebe von Lorenzo de’ Medici
- Lukrezia Luise Jochimsen (bekannt als Luc Jochimsen; * 1936), deutsche Soziologin, Fernsehjournalistin und Politikerin (Die Linke)
- Lucrezia Lante della Rovere (* 1966), italienische Schauspielerin
- Lucrezia di Cosimo de’ Medici (1545–1561), Tochter von Großherzog Cosimo I.
- Lucrezia di Lorenzo de’ Medici (1470–1553), Tochter von Lorenzo dem Prächtigen, dem Stadtherren von Florenz
- Lucrezia Meier-Schatz (* 1952), Schweizer Politikerin (CVP)
- Lucrezia Reichlin (* 1954), italienische Wirtschaftswissenschaftlerin und Hochschullehrerin
- Lukrezia Seiler (1934–2013), Schweizer Publizistin
- Lucrezia Stefanini (* 1998), italienische Tennisspielerin
- Lucrezia Tornabuoni (1425–1482), italienische Dichterin, Ehefrau des florentinischen Bankiers und Politikers Piero di Cosimo de’ Medici
- Lucrezia Orsina Vizzana (1590–1662), italienische Komponistin des Barock